# Итагуаи
Итагуаи́ (порт. Itaguaí) — город и муниципалитет в Бразилии, входит в штат Рио-де-Жанейро. Составная часть мезорегиона Агломерация Рио-де-Жанейро. Входит в экономико-статистический микрорегион Итагуаи́. Население составляет 95 356 человек на 2007 год. Занимает площадь 272 км².
Праздник города — 5 июля.

## История
Город основан в 1818 году.

## Статистика
- Валовой внутренний продукт на 2005 год составляет 2 508 975 000,00 реалов (данные: Бразильский институт географии и статистики).
- Валовой внутренний продукт на душу населения на 2005 год составляет 26 311,66 реалов (данные: Бразильский институт географии и статистики).
- Индекс развития человеческого потенциала на 2000 год составляет 0,768 (данные: Программа развития ООН).